# Контрэкономика
Контрэкономика — термин, введённый либертарными активистами и теоретиками Сэмюэлем Эдвардом Конкиным III и Джозефом Нилом Шульманом. Конкин определял контрэкономику как «изучение и/или практику всех мирных человеческих действий, которые запрещены государством». Термин является сокращением от англ. counter-establishment economics (буквально «экономика против истеблишмента»). Контрэкономика была интегрирована Шульманом в доктрину агоризма Конкина, которую тот обозначал как революционный вариант рыночного анархизма.
Термин «контрэкономика» также используется вне связи с агоризмом, но возможно, в сходном смысле обращения к социальной справедливости и устойчивому развитию в рыночном контексте, хотя и больше в смысле противостояния истеблишменту, чем в смысле однозначно противозаконных действий.
В обоих смыслах он может включать безденежные формы обмена, такие как бартерная экономика или экономика подарка.

## Происхождение
Теория контрэкономики впервые была представлена Сэмюэлем Эдвардом Конкиным на двух конференциях, организованных Дж. Нейлом Шульманом: на «CounterCon I» в 1974 году и на «CounterCon II» в 1975 году, проведённых в Чешире (англ., штат Массачусетс, США). Среди других выступавших на этих конференциях были Роберт Лефевр, Кеннет Калхейм и Деннис Тернер.
Первой книгой, описывавшей контрэкономику как стратегию для достижения либертарного общества, был роман Дж. Нейла Шульмана «Бок о бок с ночью» (англ., 1979).

## Отношение к агоризму
Агоризм Конкина, подробно изложенный в «Новом либертарном манифесте», теоретически допускает, что истинный метод достижения свободного рынка в анархическом обществе — это пропаганда и рост подпольной экономики или «черного рынка» — «контр-экономики», как Конкин называет его — до тех пор, пока очевидный моральный приоритет государства и его полная власть не будут полностью сломлены, революционные рыночно-анархические правовые и охранные предприятия наконец будут способны выйти из подполья и, в конечном счете, устранить государство за его преступную деятельность (налоги — воровство, войну — массовые убийства и т. д.)
Согласно памфлету Конкина «Контрэкономика»,

Контрэкономика — это сумма неагрессивных человеческих действий, которые запрещены государством. Контрэкономика как наука — это учение о контрэкономике и её применении. Контрэкономика включает в себя свободный рынок, «чёрный рынок» и «подпольную экономику», все акты гражданского и социального неповиновения, все выступления запрещенных сообществ (сексуальных, расовых, межрелигиозных) и что-либо, что государство в любом месте и в любое время запрещает, контролирует, регулирует, облагает налогами или на что устанавливает тарифы. Контрэкономика не допускает санкционированных государством действий («белого рынка») и «красного рынка» (насилия и хищения не санкционированных государством).
Оригинальный текст (англ.)The Counter-Economy is the sum of all non-aggressive Human Action which is forbidden by the State. Counter-economics is the study of the Counter-Economy and its practices. The Counter-Economy includes the free market, the Black Market, the “underground economy,” all acts of civil and social disobedience, all acts of forbidden association (sexual, racial, cross-religious), and anything else the State, at any place or time, chooses to prohibit, control, regulate, tax, or tariff. The Counter-Economy excludes all State-approved action (the “White Market”) and the Red Market (violence and theft not approved by the State).

Согласно Конкину, контрэкономика создает также возможность немедленного самоосвобождения от государственного контроля в любой степени практической осуществимости, обращаясь к предпринимательской логике, чтобы рационально решить, какие законы в отдельности преодолеть и когда. Фундаментальным принципом является обмен риска на прибыль, хотя прибыль может иметь отношение к любой выгоде в ощущаемой ценности, а не сугубо к доходам в денежном выражении (как следствие субъективной теории стоимости).
Различная практика контрэкономики включает следующие добровольные практики:
- уклонение от уплаты налогов;
- контрабанда;
- незаконный оборот наркотиков;
- натуральное хозяйство;
- наем или существование в качестве нелегального иммигранта;
- бартер и использование альтернативных валют;
- незаконная торговля оружием.

## Альтернативное использование
Термин «контрэкономика» также используется в отдельном, хотя и не противоречащем смысле обращения к социальной справедливости и устойчивому развитию в рыночном контексте, хотя и больше в смысле противостояния истеблишменту, чем в смысле однозначно противозаконных действий. В этом втором смысле контрэкономика была описана как «деньги, обслуживающие людей, а не наоборот.» 
Согласно сторонникам этого использования термина, справедливость торговли может быть определена несколькими факторами:
1. Степень, в которой у рабочих есть прямое и постоянное влияние, как минимум, на их условия труда, часы и плату, и, оптимально, на практику найма, произведённый продукт, и даже на то, что делать с прибылью.
2. Прозрачность ведения бизнеса. Потребители должны иметь возможность узнать практически все, что нужно знать о компании: методы ведения бизнеса, условия труда, процесс комплектации товаров, и т. д.
3. Готовность компании устанавливать цены исходя из себестоимости, использовать безопасные для окружающей среды разработки и поставщиков, которые делают то же самое.
4. Предпочтение местного производства в местном потреблении в максимально возможной степени.